# Molophilus (Molophilus) errabunga
Molophilus (Molophilus) errabunga is een tweevleugelige uit de familie steltmuggen (Limoniidae). De soort komt voor in het Australaziatisch gebied.